# Ará Nazaretián
Ará Nazaretián (10 de agosto de 1950) es un  narrador  armenio. Miembro de la Unión de Escritores de Armenia (1998).

## Biografía
Ará Nazaretián nació el 10 de agosto de 1950 en Alaverdi, provincia de Lorri. Egresó de la Facultad de Economía de la Universidad Estatal de Ereván. Comenzó a publicar en 1965. Participó en la guerra de Gharabagh y editó el diario militar Zinvor. Sus novelas cortas y cuentos, traducidos al ruso, inglés, francés, farsi y georgiano, han sido publicados en los EE. UU., Georgia y Rusia.

## Obras
- Manzanas rojas de la sexagésima posición, Ereván, 2010.
- Cuentos pacíficos, Ereván, 2003.
- Cuentos militares, Ereván, 2001.
- Mortales, Ereván, 1995.
- Arca, Ereván, 1991.

## Premios
- Premio "Cuento panarmenio" por el cuento Historia ligera de primavera, 2010.
- Premio "Mejor prosa del año" por la colección Historias militares, 2001.
- Premio republicano del PEN Club por la novela corta Historia exotica en 2001 y por el cuento Espionaje con batalla en 2008.
- Premio "Krikor Zohrab" de Amigos de la Literatura Armenia y de la Unión de Escritores de Armenia.